# Alonzo Gee
Alonzo Edward Gee (ur. 29 maja 1987 w Riviera Beach) – amerykański koszykarz występujący na pozycjach rzucającego obrońcy oraz niskiego skrzydłowego, obecnie zawodnik Brisbane Bullets.
Nie został wybrany w drafcie NBA, w 2009, wybrano go jednak w drafcie D-League. Z numerem 6 trafił do zespołu Austin Toros.
W październiku 2011 roku podpisał umowę z Asseco Prokomem Gdynia. W zespole z Gdyni rozegrał 7 spotkań sezonu zasadniczego, notując średnio 15,3 punktu, 8,3 zbiórki oraz 1 asystę. Wystąpił też w trzech spotkaniach Euroligi, uzyskując średnio 11 punktów i 6,3 zbiórki.
16 lipca 2015 roku podpisał umowę z zespołem New Orleans Pelicans. 16 listopada 2016 podpisał kolejny w swojej karierze kontrakt z Denver Nuggets. 6 stycznia 2017 został zwolniony przez klub z Kolorado, po czym ponownie zatrudniony 9 stycznia na 10-dniowym kontrakcie. 
28 sierpnia 2018 dołączył do australijskiego Brisbane Bullets. 

## Osiągnięcia
NCAA
- Uczestnik rozgrywek II rundy turnieju NCAA (2006)
- Wybrany do:
  - I składu[9]:
    - pierwszoroczniaków SEC (2006)
    - turnieju Findlay Toyota Las Vegas Classic (2008)

  - II składu SEC (2009)[1]
- MVP turnieju Paradise Jam (2007)[9]
- Laureat nagrody – Guy Lee Turner Defensive Award (2007)[9]
- Uczestnik turnieju Portsmouth Invitational (2009)[2]

D-League
- Debiutant Roku NBA D-League (2010)[10]
- Wybrany do II składu D-League (2010)[11]
- Uczestnik:
  - meczu gwiazd NBA D-League (2010, 2018)[12][13]
  - konkursu wsadów D-League (2010)[2]

NBA
- Zaliczony do I składu letniej ligi NBA (2010)[2]

Inne
- Finalista Superpucharu Polski (2011)[14]